# Kiebingen

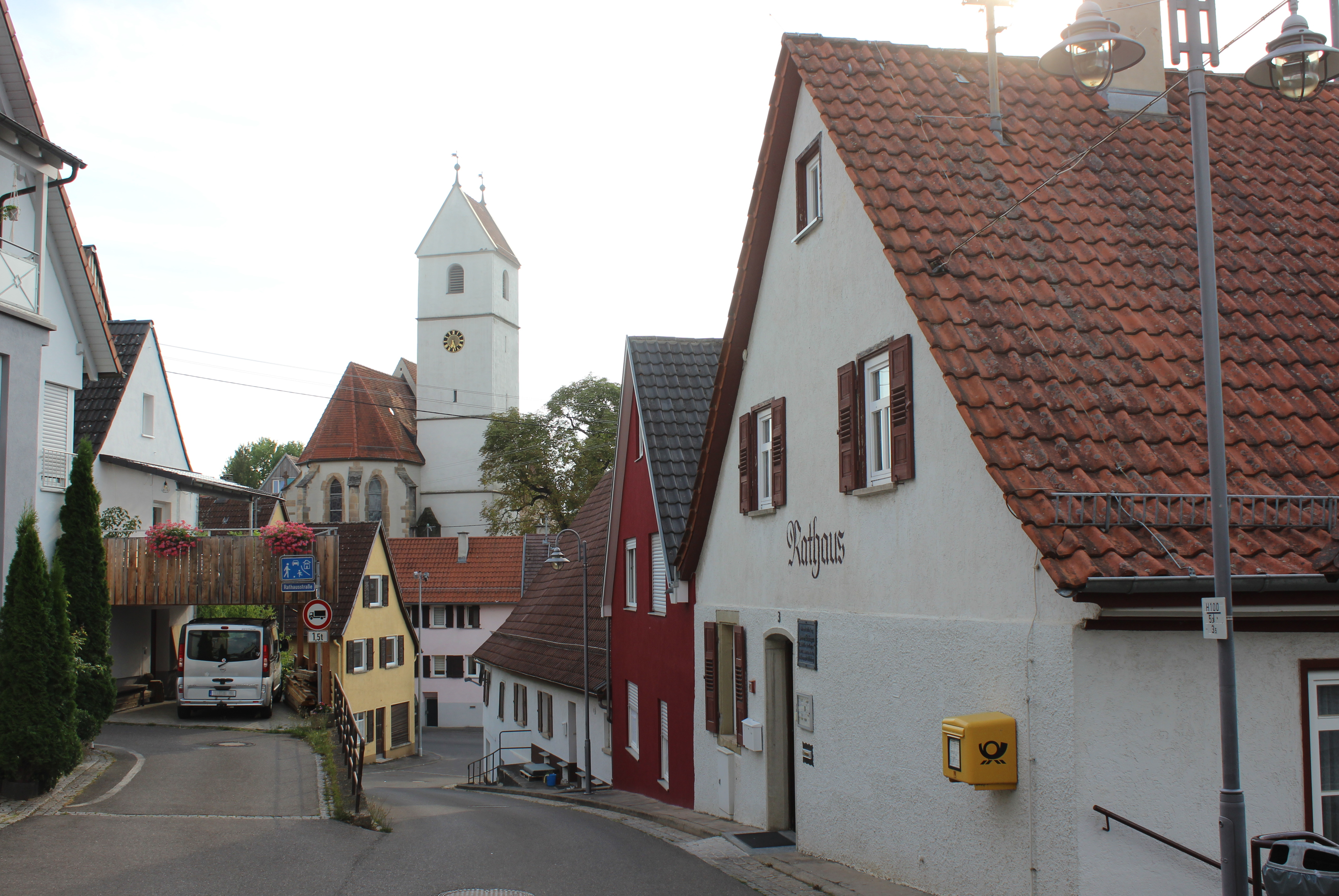
Früheres Rathaus mit Blick auf Kirche Mariä Himmelfahrt

Kiebingen ist ein Stadtteil von Rottenburg am Neckar im Landkreis Tübingen in Baden-Württemberg (Deutschland).

## Geographie
Kiebingen liegt rund drei Kilometer östlich von Rottenburg am Neckar und rund acht Kilometer südwestlich von Tübingen. Unweit der Ortschaft befinden sich auf beiden Seiten des Neckars die Naturschutzgebiete Oberes Steinach und Burglehen, die jeweils eine besondere Bedeutung als Rast-, Brut- und Nahrungsplatz für die Vogelwelt besitzen. Die Gemarkung Kiebingen hat im Osten Anteil am Naturschutzgebiet Bühler Tal und Unterer Bürg. Durch Kiebingen fließt der Rohrhaldenbach, der in der Ortslage verdolt ist.

### Ausdehnung
Die Gesamtfläche des Ortes Kiebingen beträgt 518 ha. Hiervon entfallen 60,1 % auf landwirtschaftliche Fläche, 14,7 % auf Siedlungs- und Verkehrsfläche, 21,7 % auf Waldfläche, 2,7 % auf Wasserfläche und 0,8 % auf die übrige Nutzung.

### Nachbarorte
Folgende Orte grenzen an Kiebingen, sie werden im Uhrzeigersinn beginnend im Norden genannt: Wurmlingen, Hirschau, Bühl und Rottenburg am Neckar (alle Landkreis Tübingen).

## Geschichte
Die erste urkundliche Erwähnung des Ortes geht mit „Chubingen“ auf das Jahr 1204 zurück.
Zwei entdeckte Reihengräber aus dem 5. Jahrhundert lassen jedoch auf eine sehr lange Geschichte schließen.
Im Jahre 1342 wurde südlich des Ortes das Paulinerkloster Rohrhalden als Einsiedelei der Pauliner Eremiten gegründet.
Das Kloster durchlebte im Laufe der Jahrhunderte Blüte und Niedergang, bis es im Jahre 1748 aufgelöst und im 19. Jahrhundert abgebrochen wurde.
In den 1970er Jahren erforschte eine Arbeitsgruppe um Utz Jeggle vom Institut für Empirische Kulturwissenschaft der Universität Tübingen am Beispiel von Kiebingen Sozialgeschichte und Zivilisationsprozess in dörflichen Gemeinschaften. Kiebingen zählt damit zu den am besten erforschten Dörfern Deutschlands.
Am 1. Dezember 1971 wurde Kiebingen in die Stadt Rottenburg am Neckar eingegliedert.

## Bevölkerung
In Kiebingen leben 2087 Einwohner (Stand 2015) auf einer Fläche von 5,18 km². Die Bevölkerungsdichte Kiebingens beträgt 403 Einwohner pro Quadratkilometer.

### Einwohnerentwicklung
- 1910: 0685 Einwohner
- 1933: 0744 Einwohner
- 1950: 0874 Einwohner
- 1961: 1040 Einwohner
- 1970: 1388 Einwohner
- 1980: 1521 Einwohner
- 1990: 1698 Einwohner
- 2004: 1985 Einwohner
- 2009: 2022 Einwohner
- 2013: 2053 Einwohner
- 2015: 2087 Einwohner

## Politik

### Wappen
| Wappen von Kiebingen | Blasonierung: „In Rot ein breiter silberner Schrägbalken, belegt mit einem roten Kreuz.“ |
| Wappen von Kiebingen |                                                                                          |

### Gemeindepartnerschaft
Kiebingen und die französische Gemeinde Lion-sur-Mer in der Normandie haben am 8. Oktober 1988 einen Partnerschaftsvertrag unterzeichnet. Die Verbindungen zwischen den beiden Orten, die durch den früheren Kiebinger Pfarrer Karl Rupp entstanden sind, bestehen seit Anfang der 70er-Jahre.

## Wirtschaft und Infrastruktur

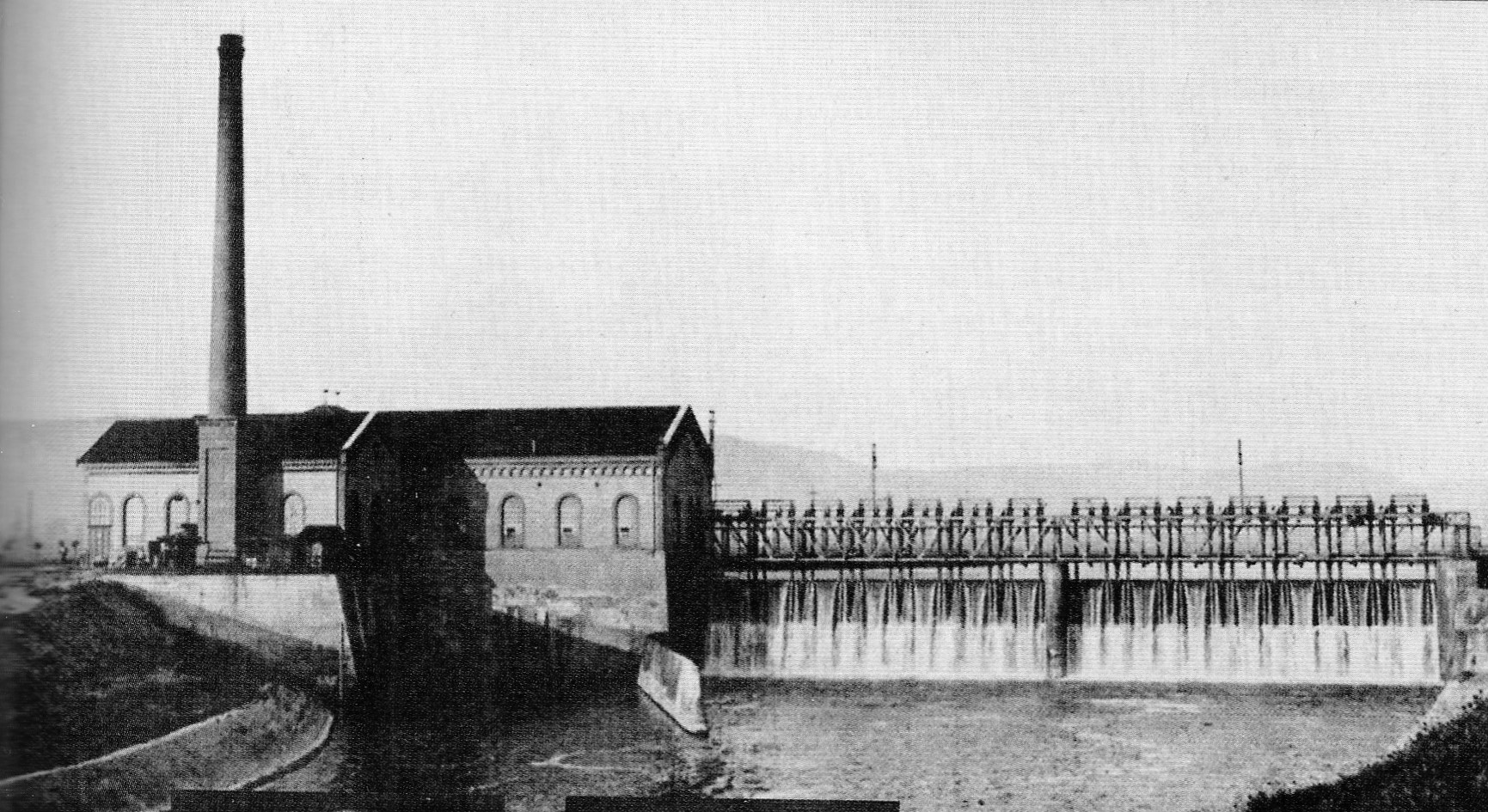
Kombiniertes Wasser- und Kohlekraftwerk in Kiebingen im Jahr 1910

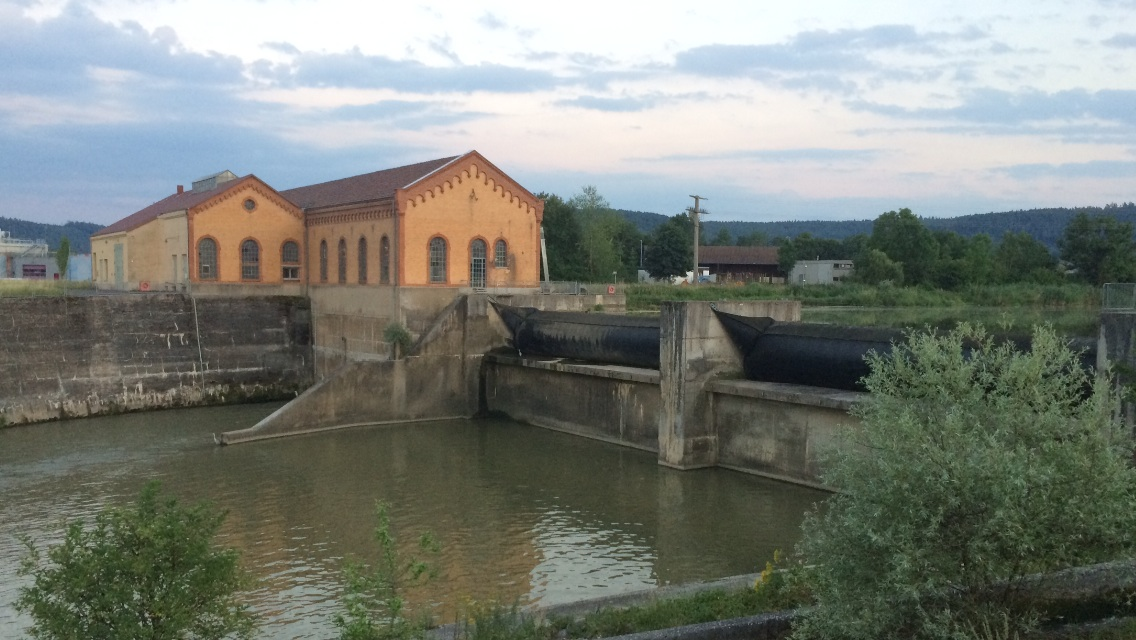
Das Kiebinger Kraftwerk heute

### Kraftwerk
Die Rottenburger Uhrenfabrik Junghans betreibt seit 1903 ein eigenes Kraftwerk, das auch heute noch Strom produziert. Für die Uhrenfabrik war das durch Wasser und Dampf angetriebene Kraftwerk überdimensioniert, so dass der überschüssige Strom verkauft wurde.

### Verkehrsanbindung
Die Bahnstrecke Plochingen–Immendingen führt durch die Gemeinde Kiebingen. Mit der Kulturbahn besteht eine halbstündige Verbindung nach Rottenburg und nach Tübingen. Kiebingen ist geplanter Halt der Regional-Stadtbahn Neckar-Alb, dem Stadtbahnsystem des Ballungsgebietes Tübingen-Reutlingen.

### Bildung
Kiebingen verfügt über eine jahrgangsgemischte Grundschule, in welcher die Klassen 1/3 und 2/4 zusammen unterrichtet werden. Seit 2016 trägt diese den Namen Rohrhaldenschule Kiebingen.

## Galerie

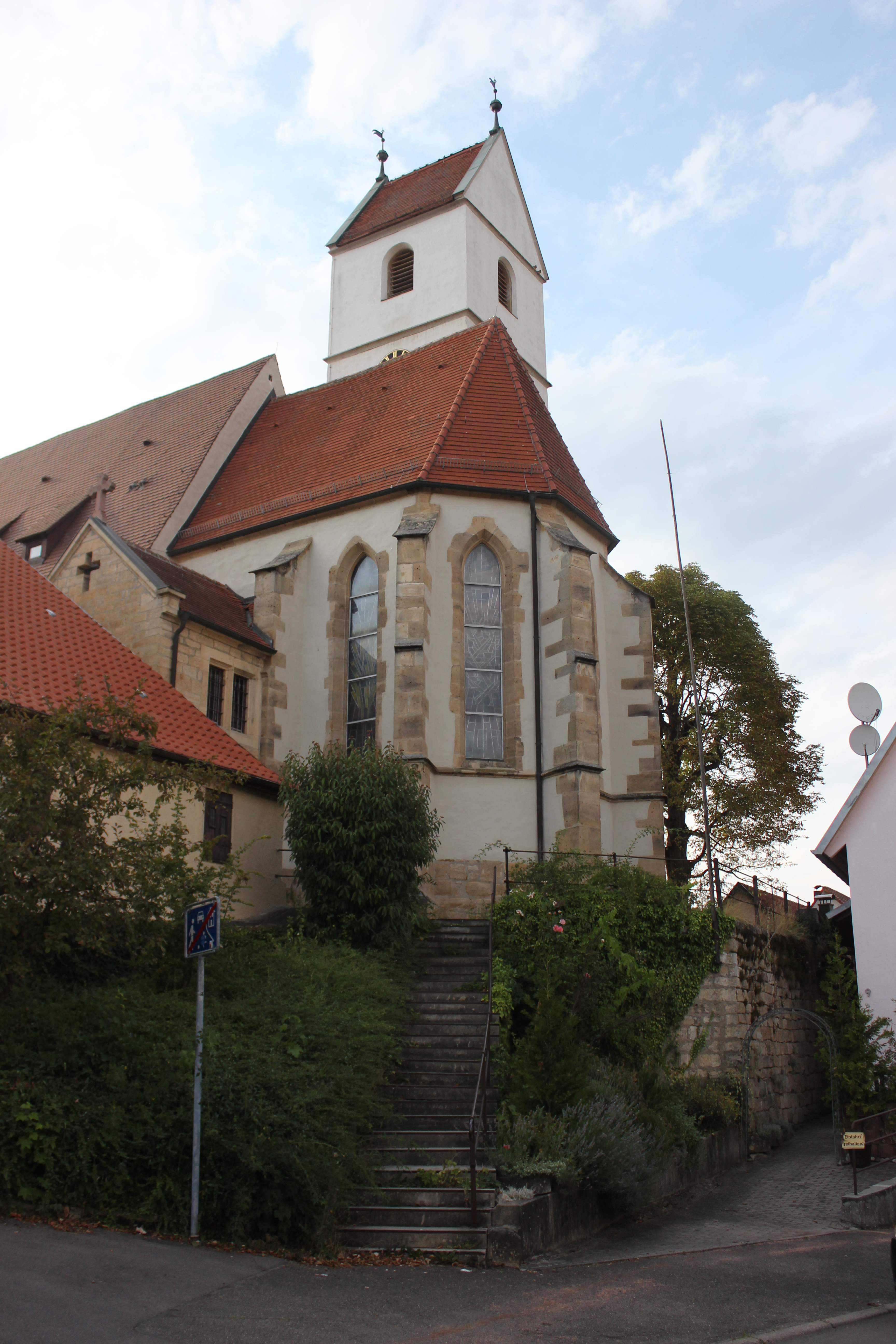
Kirche Mariä Himmelfahrt von Osten
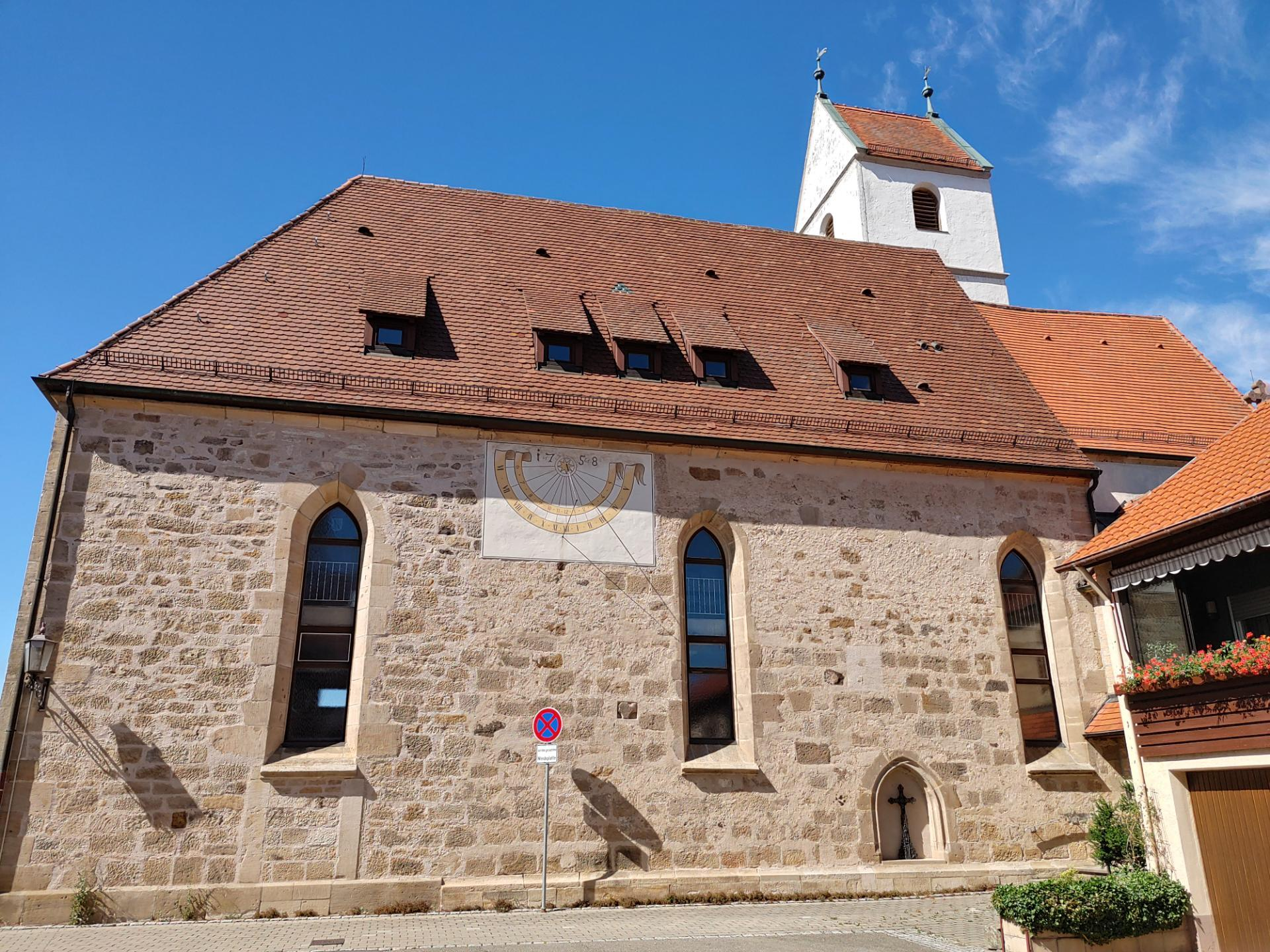
Kirche Mariä Himmelfahrt: Südseite mit Sonnenuhr
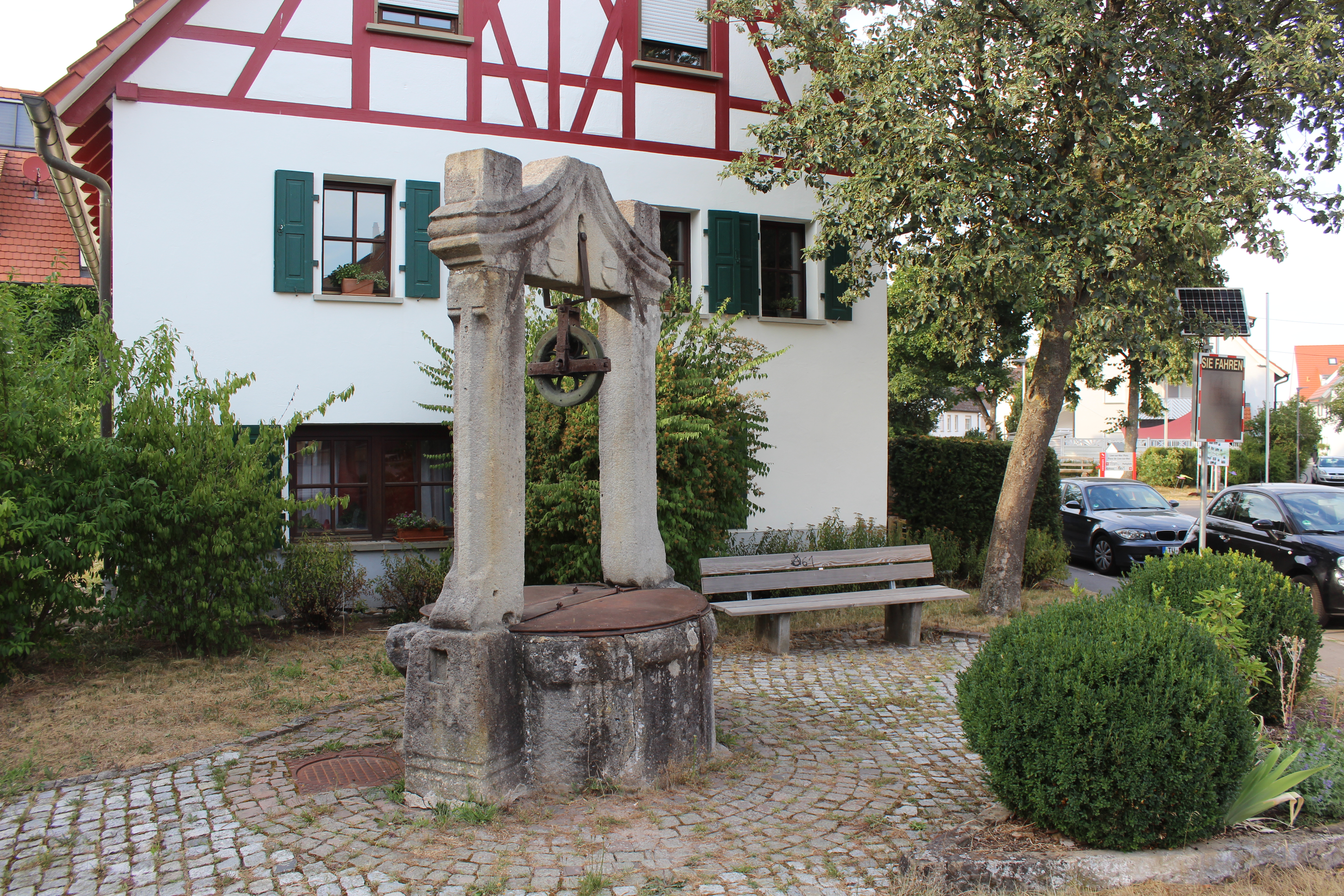
„Rädlesbrunnen“ von 1625
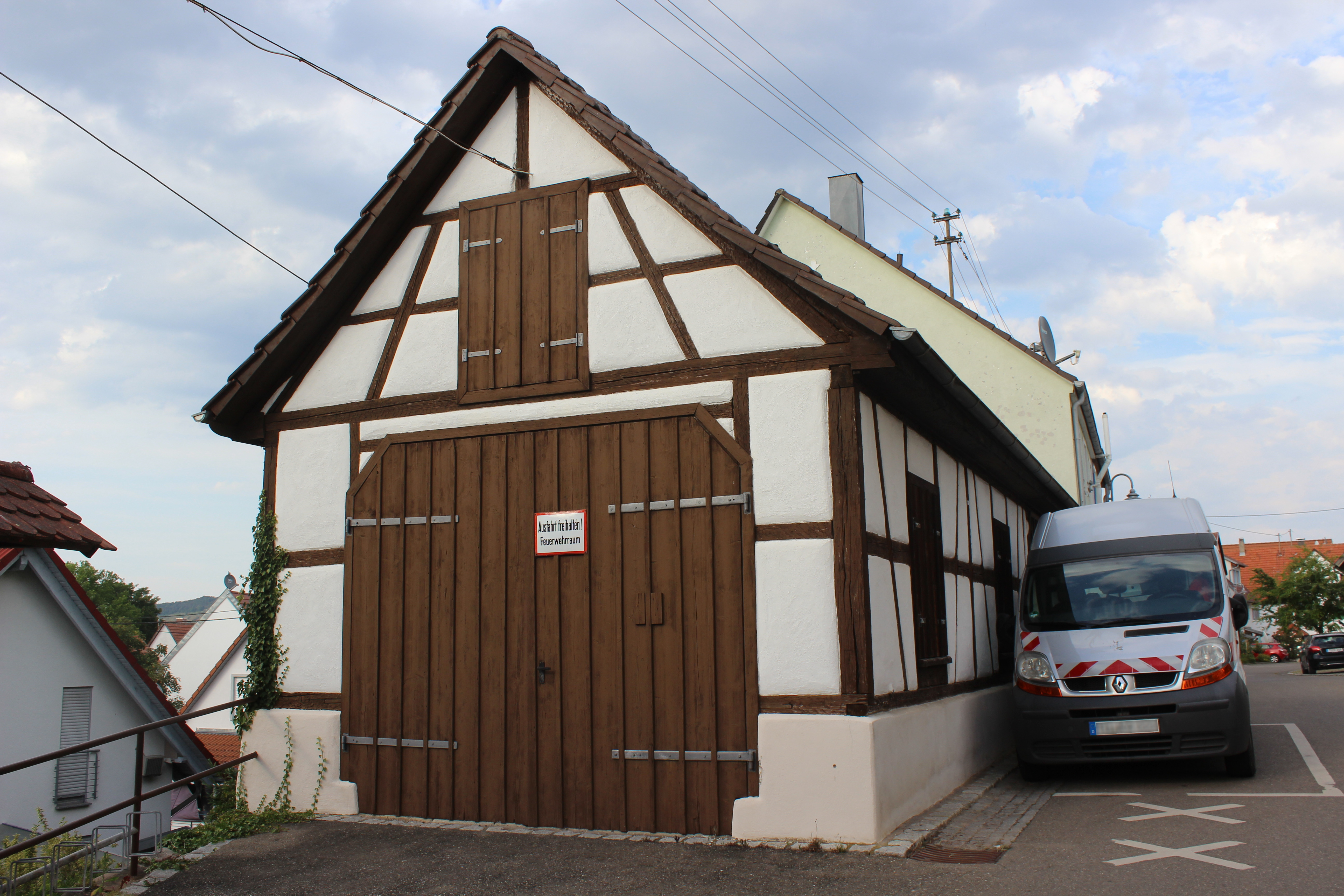
Historisches Spritzenhaus beim Rathaus
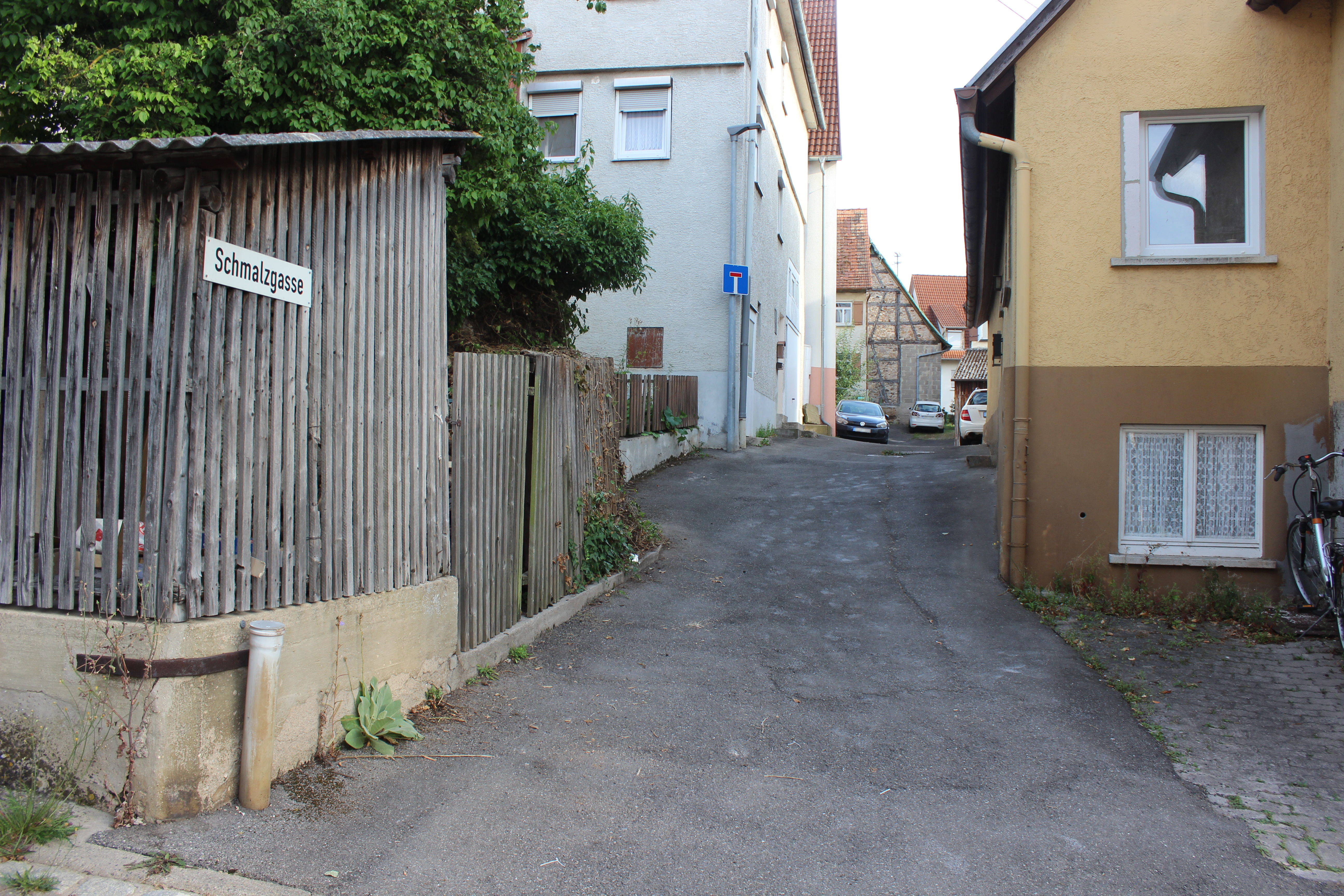
Schmalzgasse im Ortskern: typisch verwinkelt